# Raczyn (przystanek kolejowy)
Raczyn – nieczynny przystanek kolejowy we wsi Raczyn, w powiecie chodzieskim, w woj. wielkopolskim, w Polsce.